# Geoffrey Tréand
Geoffrey Tréand (sinh ngày 16 tháng 1 năm 1986) là một cầu thủ bóng đá người Pháp hiện tại thi đấu ở vị trí tiền đạo cho Neuchâtel Xamax.
Tréand had khởi đầu sự nghiệp khi thi đấu cho Servette từ 2005 đến 2010, ghi 44 bàn trong 121 trận, trước khi chuyển đến Neuchâtel Xamax. Sau sự phá sản của Xamax vào tháng 12 năm 2011, Tréand ký hợp đồng cho FC Sion. Anh không thể góp mặt trong đội hình của Sion, chỉ có 6 lần ra sân (5 lần với vai trò dự bị). Ngày 18 tháng 6 năm 2012, có thông báo rằng Tréand đã trở lại Servette với hợp đồng 3 năm.
Tréand gia nhập St Gallen vào tháng 7 năm 2014 với mức phí £12.000. Anh rời St Gallen vì hết hạn hợp đồng vào mùa hè năm 2016.